# چهار شگفت‌انگیز (فیلم اکران نشده)
چهار شگفت‌انگیز (انگلیسی: The Fantastic Four) یک فیلم ابرقهرمانی مستقل محصول ۱۹۹۴ است که بر اساس ابرقهرمانان مارول کامیکس به همین نام ساخته شده‌است. منشأ آنها و اولین نبرد آنها با دکتر دووم را نشان می‌دهد. این فیلم که توسط متخصصان کم‌هزینه راجر کورمن و برند آیشینگر تهیه شده بود، به منظور حفظ حقوق فیلم چهار شگفت‌انگیز توسط آیشینگر ساخته شد. این فیلم به‌طور رسمی منتشر نشد، اگرچه نسخه‌های غیرقانونی آن از ۳۱ می ۱۹۹۴ منتشر شد. این اولین فیلم چهار شگفت‌انگیز است که ساخته شده‌است، اما تنها فیلمی است که توسط استودیو قرن بیستم توزیع نشده‌است.

## بازیگران
- الکس هاید-وایت در نقش رید ریچاردز / آقای شگفت‌انگیز
- ربکا استاب در نقش سو استورم-ریچاردز / زن نامرئی
  - مرسدس مک‌ناب در نقش یونگ سو استورم
- جی آندروود در نقش جانی استورم / مشعل انسانی
  - فیلیپ ون دایک در نقش جانی استورم جوان
- مایکل بیلی اسمیت در نقش بن گریم
  - مایکل بیلی در نقش تینگ
- جوزف کالپ در نقش ویکتور فون دووم / دکتر دووم
- کت گرین در نقش آلیشیا مسترز
- ایان تریگر در نقش جواهرساز
- آنی گاگن در نقش می استورم